# John "Hot Rod" Williams
John "Hot Rod" Williams (Sorrento, Louisiana, 9 d'agost de 1962-Baton Rouge, Louisiana, 11 de desembre de 2015) va ser un jugador de bàsquet estatunidenc que va jugar durant 13 temporades en l'NBA. Amb 2,11 d'altura jugava en la posició d'aler pivot.

## Trajectòria esportiva

### Universitat
Va jugar durant quatre temporades amb els Green Wave de la Universitat de Tulane, en les quals va obtenir una mitjana de 16 punts i 7 rebots per partit. Durant la seva etapa universitària es va veure embolicat en un assumpte d'apostes esportives fraudulentes, per la qual cosa fins i tot va arribar a ser detingut i castigat amb una forta multa.

### Professional
Va ser triat en el lloc 45, en la segona ronda del Draft de l'NBA de 1985 per Cleveland Cavaliers, però a causa de l'assumpte de les apostes, el primer any ho va passar jugant en la lliga USBL. Ja en la temporada 1986-87 va signar amb els Cavs, i es va fer mereixedor de ser inclòs en el Millor quintet de rookies juntament amb els seus companys d'equip Ron Harper i Brad Daugherty, després de fer una mitjana de 14,6 punts i 7,9 rebots per partit. Va assumir el seu rol de sisè home en l'equip, on va jugar durant 9 temporades, superant en totes elles els 10 punts de mitjana.
En la temporada 1995-96 va ser traspassat a Phoenix Suns a canvi de Dan Majerle, on va jugar durant 3 anys amb un menor protagonisme en atac. Va acabar la seva carrera el Dallas Mavericks, amb 36 anys. En el total de la seva etapa professional va tenir una mitjana d'11,0 punts i 6,8 rebots per partit.

### Defunció
Va morir de càncer de pròstata l'11 de desembre de 2015.

#### Equips
- Cleveland Cavaliers (1986-1995)
- Phoenix Suns (1995-1998)
- Dallas Mavericks (1998-1999)